# Doopsgezinde kerk (Sappemeer)

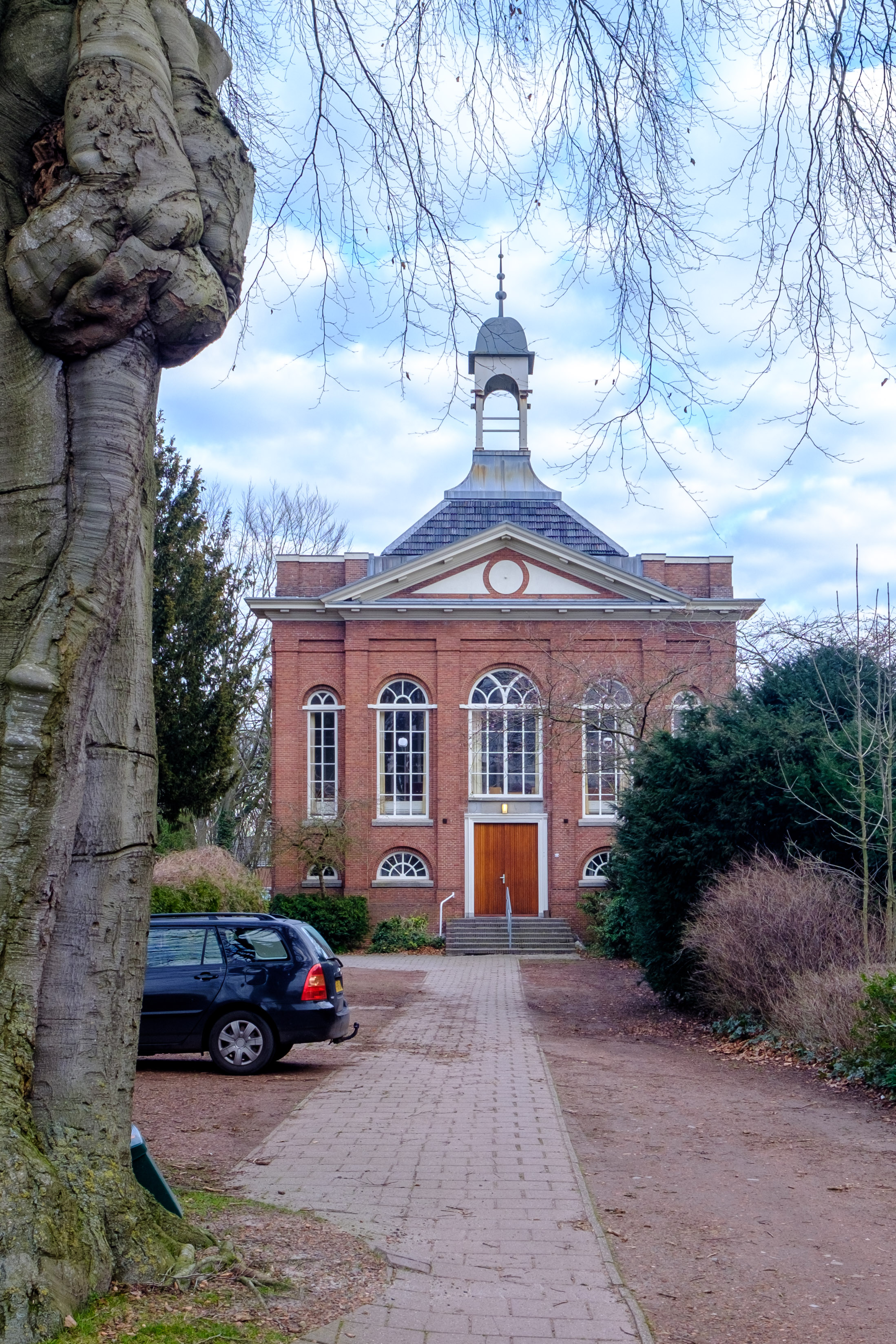
Vooraanzicht met links de stam van de 18e-eeuwse Lohmanbeuk

De doopsgezinde kerk van Sappemeer aan de Noorderstraat 53 in Sappemeer is een zaalkerk (vermaning) met geveltorentje uit 1847 in sobere neoclassicistische stijl. Het wordt gebruikt door de Doopsgezinde Broederschap.
De eerste vermaning in Sappemeer bestond van 1635 en 1640. De voorganger van de kerk werd in 1775 gebouwd aan het Borgercompagniesterdiep (nabij nr. 70) in Kleinemeer en was in gebruik tot 1846, toen besloten werd om naar het centraler gelegen Sappemeer te verhuizen. Het oude gebouw was van 1852 tot ongeveer 1910 in gebruik bij de gereformeerde kerk van Sappemeer.
Het huidige gebouw staat op de plek van de voormalige veenborg Croonhoven. De iets oudere pastorie uit 1838 staat op nummer 51 en draagt de oude naam Croonhoven. Achter de pastorie stond vroeger een armenhuis. Rondom de kerk en pastorie werden een landschapspark aangelegd met een moestuin, appelhof, bos en een 250 meter lange vijver. Vlak voor 1940 werd de kosterij afgebroken en sneuvelden het bos en de vijver voor stadsuitbreiding in het kader van het uitbreidingsplan Noordzijde van Granpré Molière, Verhagen en Kok, waarbij onder andere het Prinses Margrietpark werd aangelegd. Naast de pastorie staat een oude beuk die in de 18e eeuw door de vroegere eigenaar Johannes Lohman werd geplant. Achter de kerk werd in 2004 of 2005 een wijngaard aangelegd. De wijnkelder bevindt zich onder de kerk. 
In 2020 werd het kerkgebouw verbouwd tot multifunctioneel centrum.

## Orgel
In de kerk staat een van origine tweeklaviers orgel uit 1855 van Gerhard Willem Lohman, dat enkele jaren later mogelijk door Lohman zelf werd uitgebreid met een paar registers en in 1866 door Petrus van Oeckelen nogmaals werd uitgebreid met een extra pedaal en het geheel in een grotere orgelkas werd geplaatst. Het orgel werd in de jaren 1930 gewijzigd door De Koff en in 1983 gerestaureerd door Mense Ruiter. In 1993 werd het orgel aangewezen tot rijksmonument. Het gebouw zelf is niet beschermd.

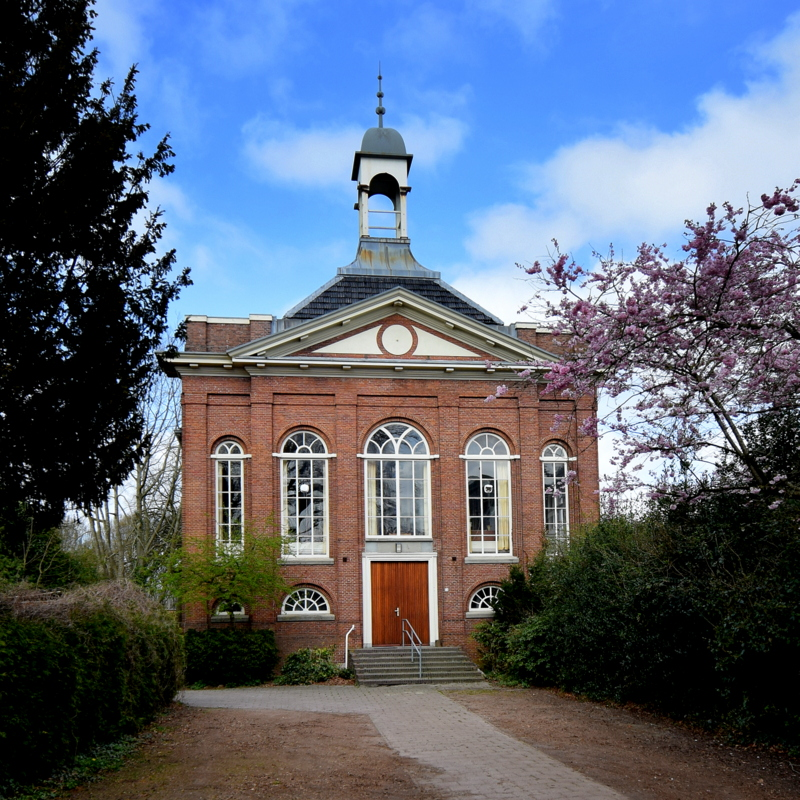
Close-up
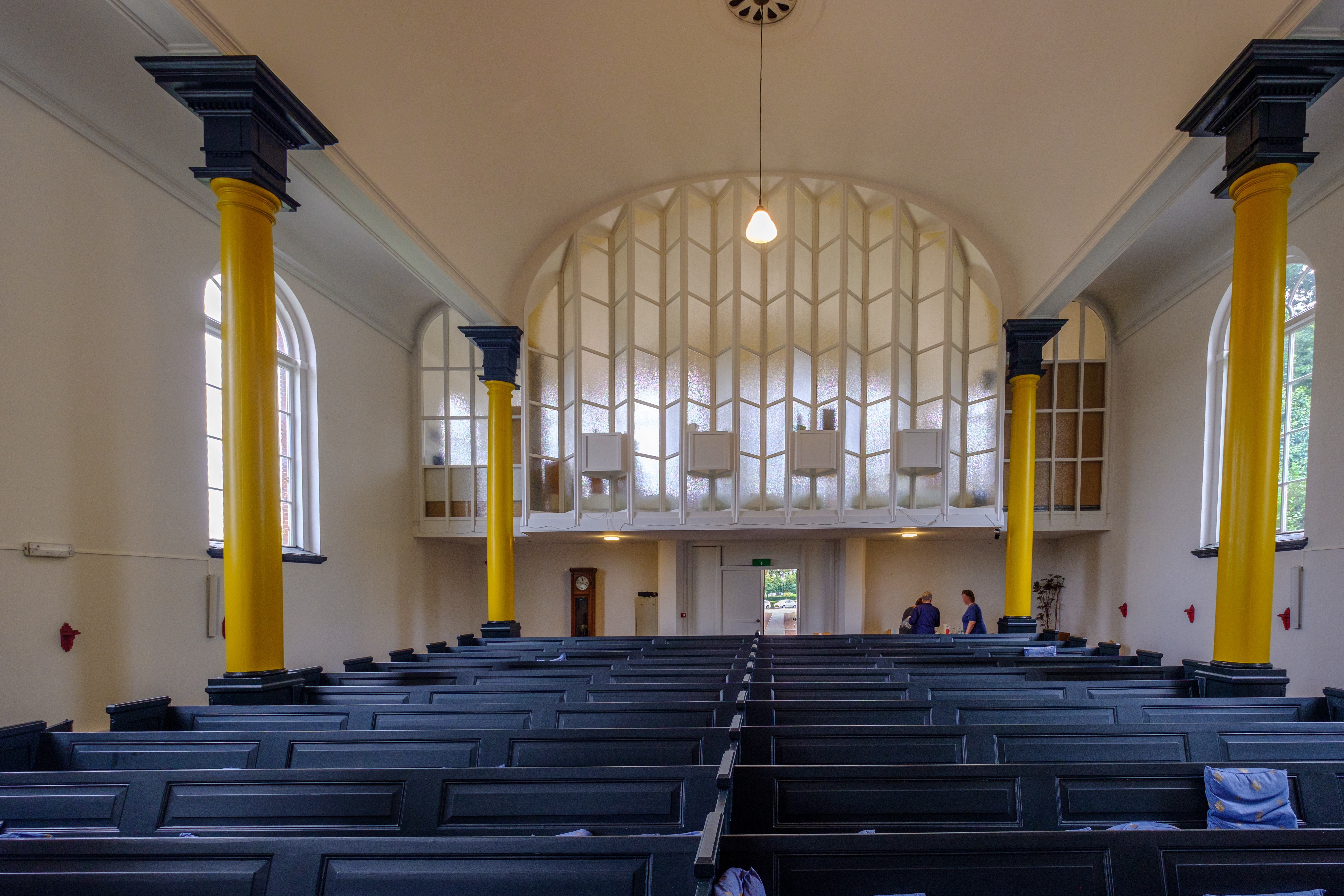
Interieur naar achteren gezien
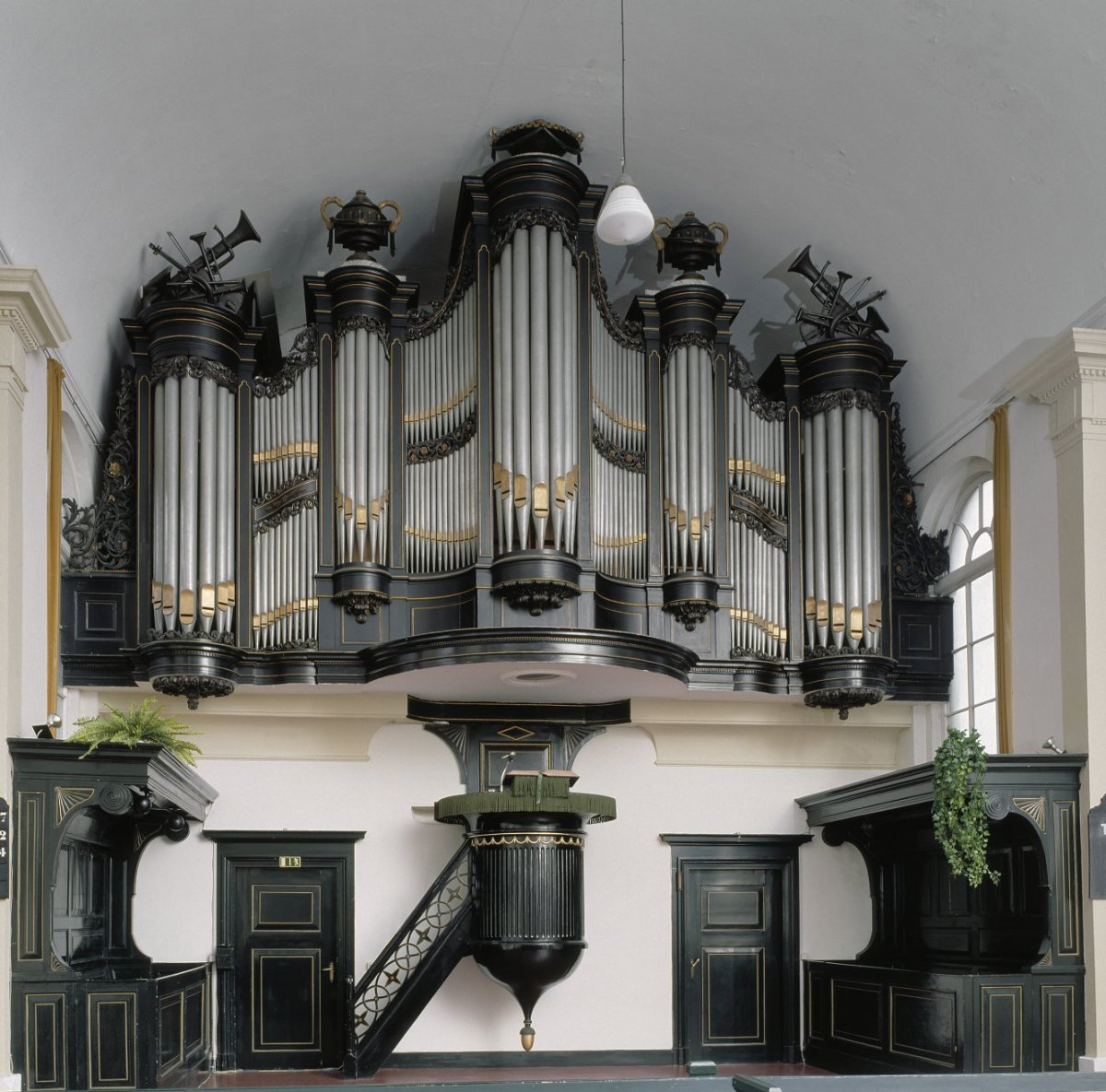
Kerkvoogdijbanken, kansel en orgel
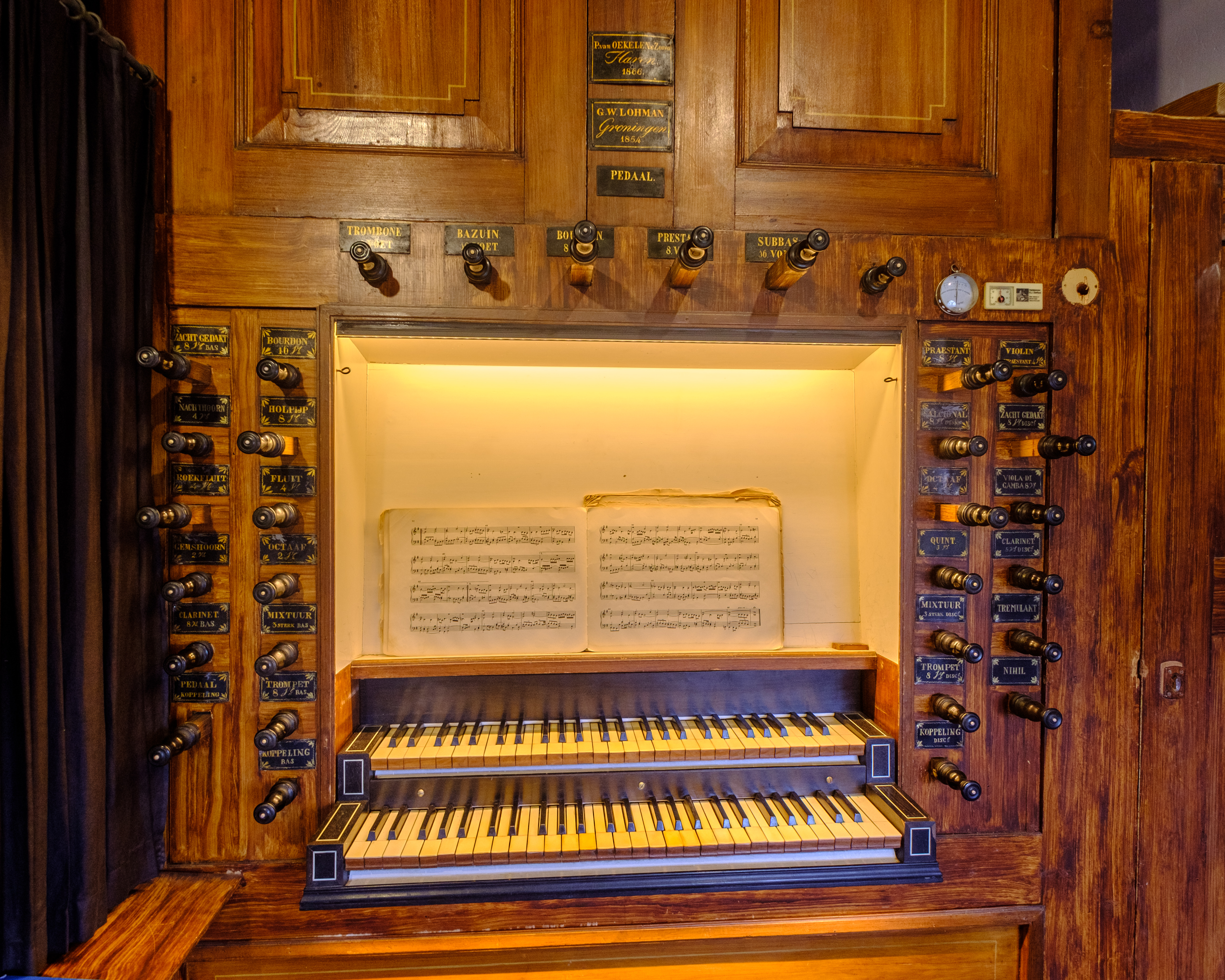
Speeltafel van het orgel
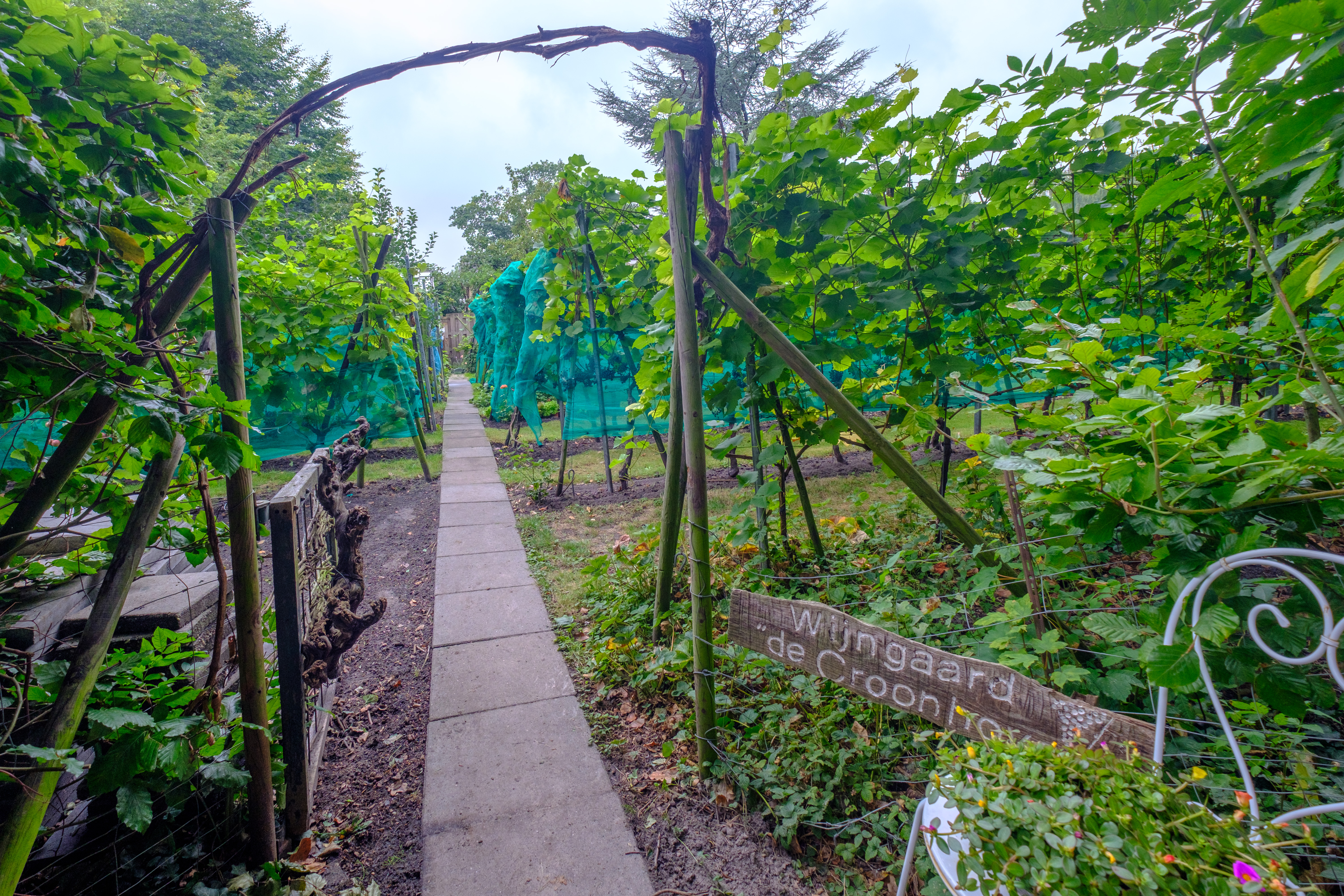
Wijngaard de Croonhoven